# Gloria Saénz
Gloria Estephan Sáenz (nacida el 2 de julio de 2002) es una futbolista panameña que juega como delantera en el Chorrillo FC de la Liga de Fútbol Femenino de Panamá.

## Trayectoria

### SD Atlético Nacional
En el 2018 debutó en la Liga de Fútbol Femenino de Panamá con el SD Atlético Nacional disputó Liga de Fútbol Femenino 2018 en donde quedó subcampeona, el Torneo Clausura 2019 LFF nuevamente quedando subcampeona. el Torneo Apertura 2019 LFF llegando hasta la semifinales, quedó campeona del Torneo Edición 2020 LFF. Disputó el Torneo Apertura 2021 LFF y el Torneo Clausura 2021 LFF y la Liga de Fútbol Femenino 2022.

### CSD Suchitepequez
El 4 de agosto de 2022 fue anunciada como nueva jugadora del CSD Suchitepequez. Salió campeona del Torneo Clausura 2022.

### Sporting SM
El 27 de febrero de 2023 fue anunciada como nueva jugadora del Sporting SM. Quedó subcampeona de la LFF 2023. Disputó la Copa Interclubes de la Uncaf Femenino 2023 quedando en cuarto lugar.

### Chorrillo FC
El 12 de enero de 2024 fue anunciada como nueva jugadora del Chorrillo FC.

## Selección nacional

### Categorías inferiores
Fue convocada por la selección sub-20 de Panamá para disputar el Campeonato Femenino de la Concacaf de 2022 en donde jugó 5 partidos.

### Selección absoluta
Sáenz debutó en la selección absoluta el 31 de julio de 2019 en la derrota 0 a 1 contra Argentina en el Estadio de la Universidad Nacional Mayor de San Marcos en Perú, disputando tres apariciones con el equipo en el torneo de fútbol de los Juegos Panamericanos de 2019 en Lima, Perú.

## Clubes
| Club                 | País      | Año         |
| -------------------- | --------- | ----------- |
| SD Atlético Nacional | Panamá    | 2018 - 2022 |
| CSD Suchitepequez    | Guatemala | 2022        |
| Sporting SM          | Panamá    | 2023        |
| Chorrillo FC         | Panamá    | 2024-act.   |

## Palmarés

### Títulos nacionales
| Título           | Club                 | País      | Año    |
| ---------------- | -------------------- | --------- | ------ |
| Primera División | SD Atlético Nacional | Panamá    | 2020   |
| Primera División | CSD Suchitepequez    | Guatemala | 2022-C |